# Pellenes
Genre
Synonymes
- Pales C. L. Koch, 1850 nec Robineau-Desvoidy, 1830
- Hyllothyene Caporiacco, 1939
- Pelpaucus Logunov, Marusik & Rakov, 1999
- Pelmultus Logunov, Marusik & Rakov, 1999
- Pelmirus Logunov, Marusik & Rakov, 1999
- Pellap Prószyński, 2016

Pellenes est un genre d'araignées aranéomorphes de la famille des Salticidae.

## Distribution
Les espèces de ce genre se rencontrent en Asie, en Europe, en Afrique, en Amérique du Nord et en Australie.

## Comportement

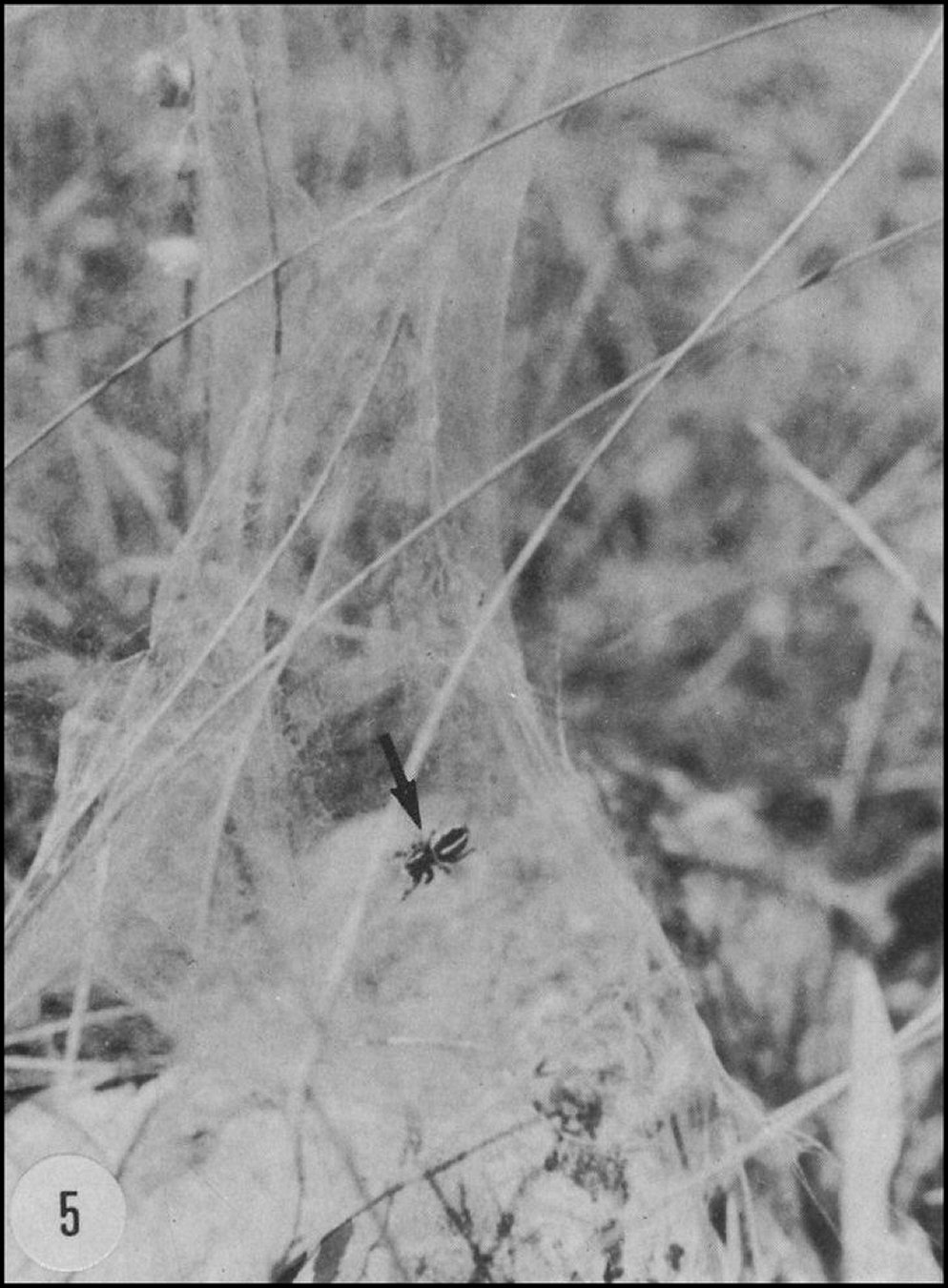
Pellenes arciger (flèche) sur sa toile

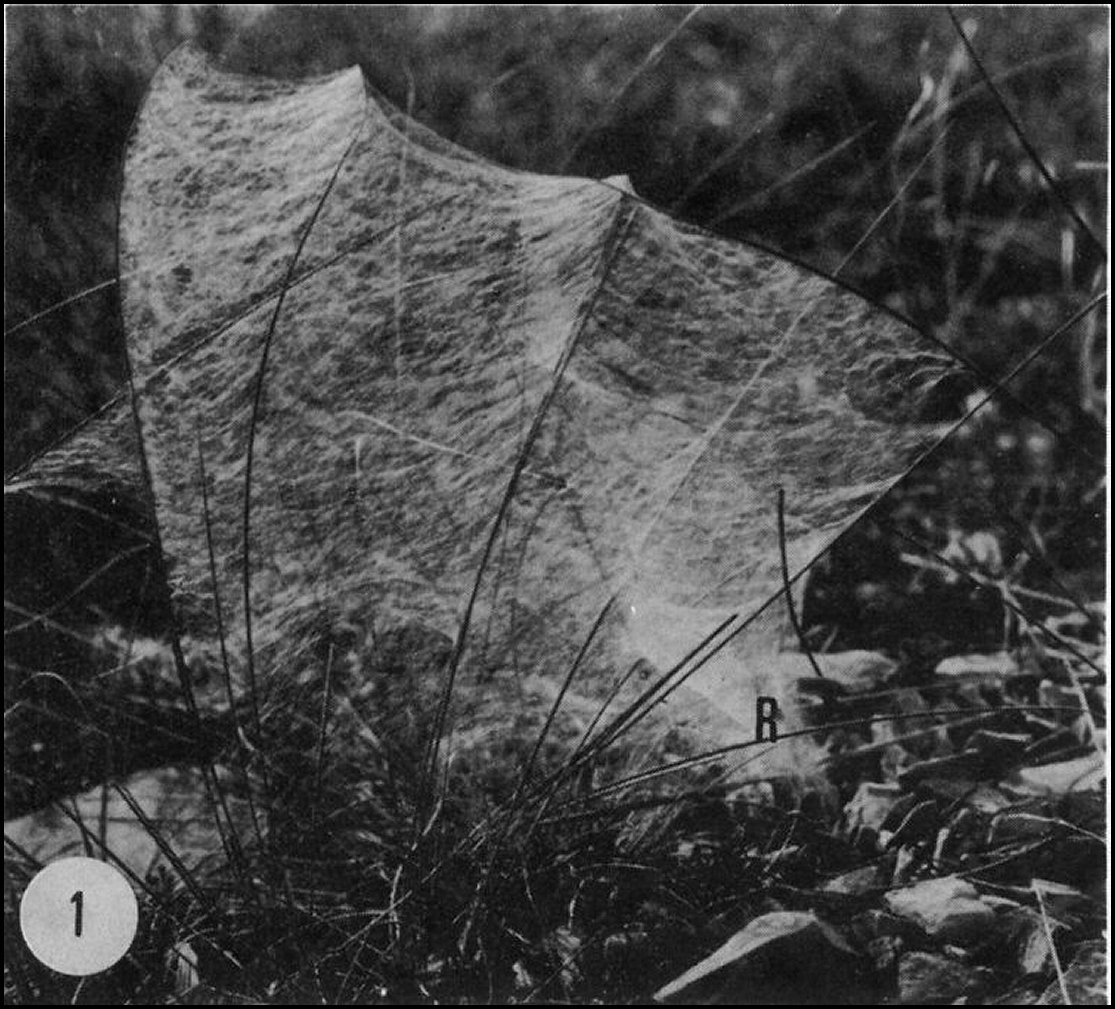
Toile de Pellenes arciger. R : retraite.

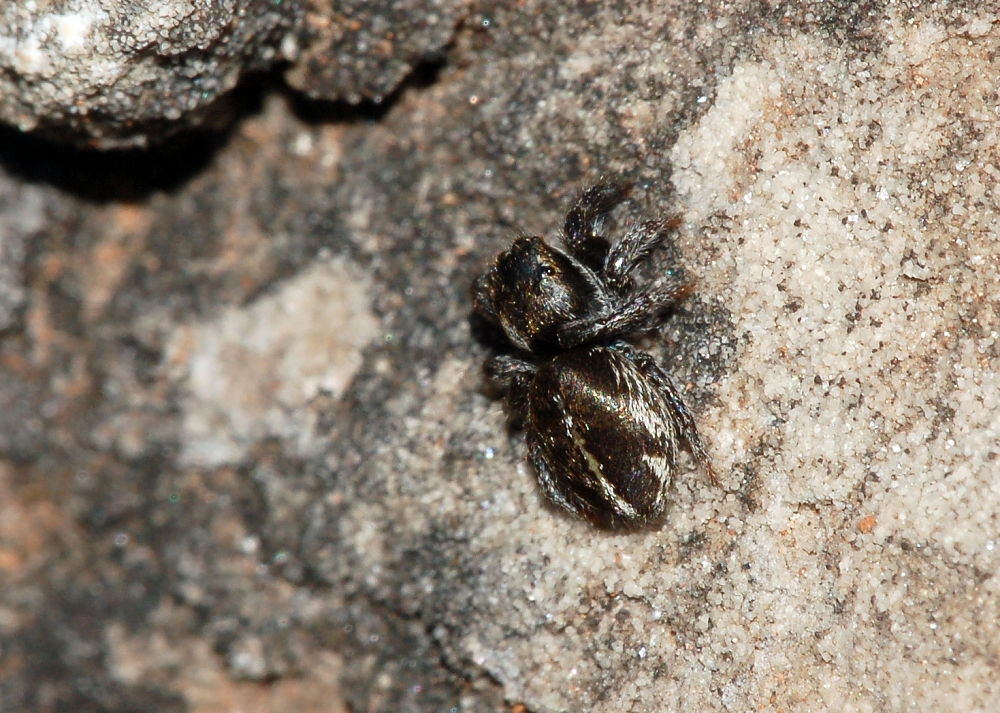
Pellenes brevis

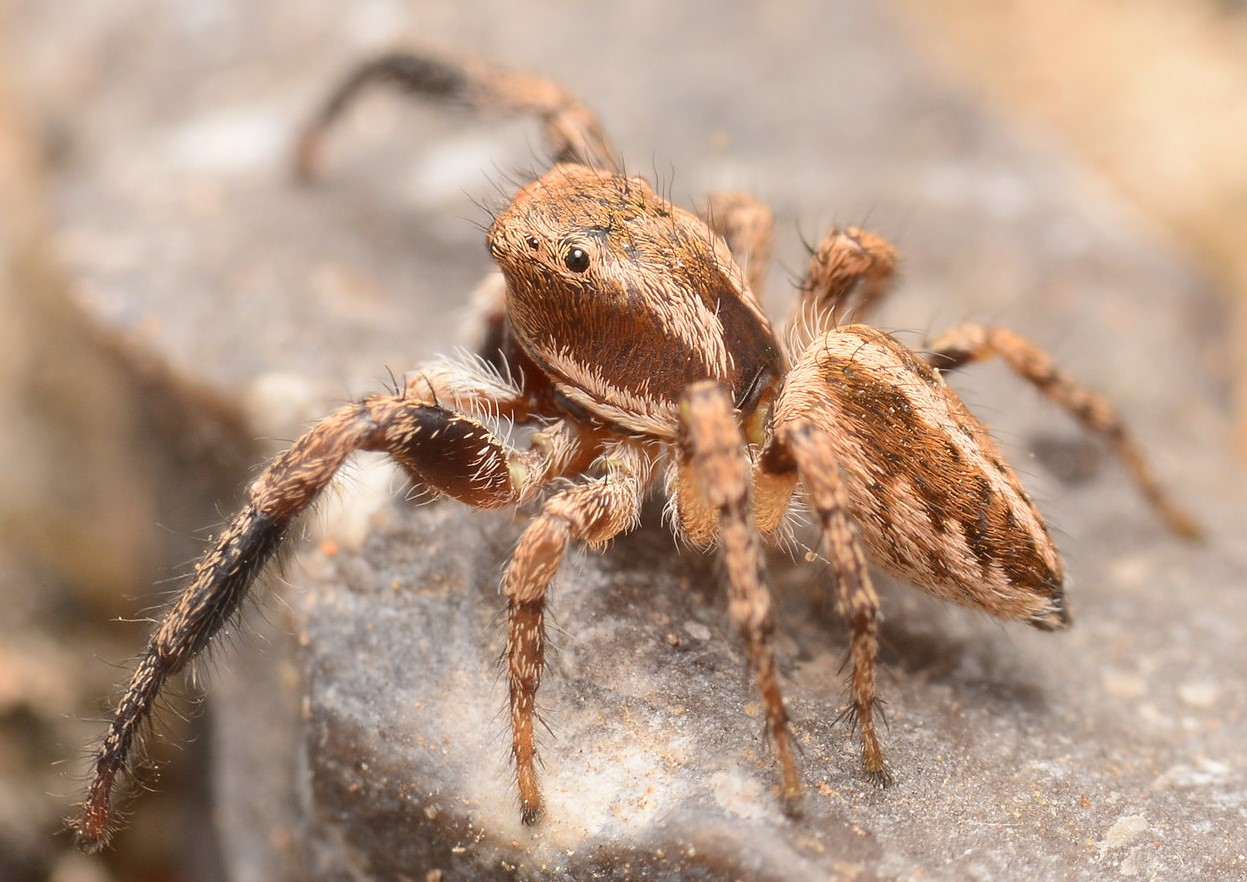
Pellenes limatus

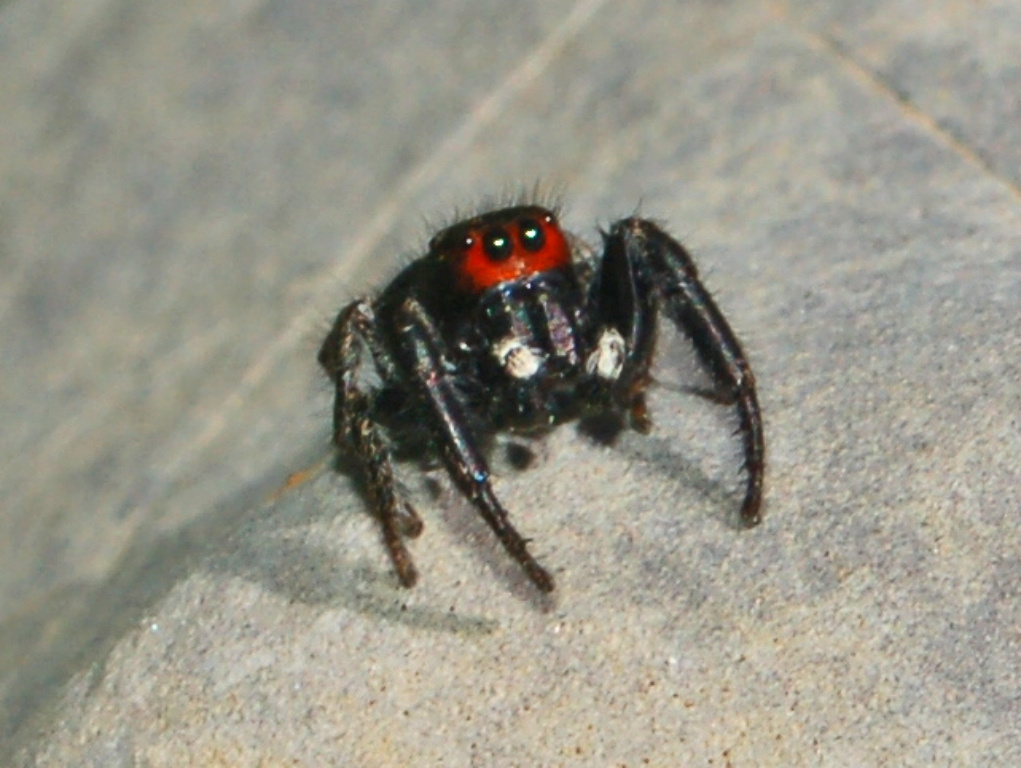
Pellenes seriatus

Il a été démontré qu'une espèce de ce genre, Pellenes arciger manifeste une industrie séricigène développée et construit des toiles en "voile de bateau" dont l'utilisation reste obscure,.

## Liste des espèces
Selon World Spider Catalog (version 25.5, 06/02/2025) :
- Pellenes albopilosus (Tystshenko, 1965)
- Pellenes allegrii Caporiacco, 1935
- Pellenes amazonka Logunov, Marusik & Rakov, 1999
- Pellenes arciger (Walckenaer, 1837)
- Pellenes badkhyzicus Logunov, Marusik & Rakov, 1999
- Pellenes beani G. W. Peckham & E. G. Peckham, 1903
- Pellenes bitaeniata (Keyserling, 1882)
- Pellenes bonus Logunov, Marusik & Rakov, 1999
- Pellenes borisi Logunov, Marusik & Rakov, 1999
- Pellenes brevis (Simon, 1868)
- Pellenes canosus Simon, 1937
- Pellenes cingulatus Wesołowska & Russell-Smith, 2000
- Pellenes dahli Lessert, 1915
- Pellenes denisi Schenkel, 1963
- Pellenes diagonalis (Simon, 1868)
- Pellenes dilutus Logunov, 1995
- Pellenes durioei (Lucas, 1846)
- Pellenes epularis (O. Pickard-Cambridge, 1872)
- Pellenes flavipalpis (Lucas, 1853)
- Pellenes florii Schäfer, 2020
- Pellenes geniculatus (Simon, 1868)
- Pellenes gobiensis Schenkel, 1936
- Pellenes hadaensis Prószyński, 1993
- Pellenes hedjazensis Prószyński, 1993
- Pellenes himalaya Caleb, Sajan & Kumar, 2018
- Pellenes iforhasorum Berland & Millot, 1941
- Pellenes ignifrons (Grube, 1861)
- Pellenes ignotus Logunov, 2023
- Pellenes inexcultus (O. Pickard-Cambridge, 1873)
- Pellenes iva Caleb, 2018
- Pellenes karakumensis Logunov, Marusik & Rakov, 1999
- Pellenes laevigatus (Simon, 1868)
- Pellenes lagrecai Cantarella & Alicata, 2002
- Pellenes lapponicus (Sundevall, 1833)
- Pellenes levaillanti (Lucas, 1846)
- Pellenes limbatus Kulczyński, 1895
- Pellenes logunovi Marusik, Hippa & Koponen, 1996
- Pellenes lucidus Logunov & Zamanpoore, 2005
- Pellenes luculentus Wesołowska & van Harten, 2007
- Pellenes maderianus Kulczyński, 1905
- Pellenes marionis (Schmidt & Krause, 1994)
- Pellenes minimus (Caporiacco, 1933)
- Pellenes modicus Wesołowska & Russell-Smith, 2000
- Pellenes moreanus Metzner, 1999
- Pellenes negevensis Prószyński, 2000
- Pellenes nigrociliatus (Simon, 1875)
- Pellenes obliquostriatus Caporiacco, 1940
- Pellenes obvolutus Dawidowicz & Wesołowska, 2016
- Pellenes pamiricus Logunov, Marusik & Rakov, 1999
- Pellenes perexcultus Clark & Benoit, 1977
- Pellenes pseudobrevis Logunov, Marusik & Rakov, 1999
- Pellenes pulcher Logunov, 1995
- Pellenes purcelli Lessert, 1915
- Pellenes rufoclypeatus G. W. Peckham & E. G. Peckham, 1903
- Pellenes seriatus (Thorell, 1875)
- Pellenes sibiricus Logunov & Marusik, 1994
- Pellenes siculus Alicata & Cantarella, 2000
- Pellenes striolatus Wesołowska & van Harten, 2002
- Pellenes sytchevskayae Logunov, Marusik & Rakov, 1999
- Pellenes tharinae Wesołowska, 2006
- Pellenes tocharistanus Andreeva, 1976
- Pellenes tripunctatus (Walckenaer, 1802)
- Pellenes turkmenicus Logunov, Marusik & Rakov, 1999
- Pellenes unipunctus Saito, 1937
- Pellenes univittatus (Caporiacco, 1939)
- Pellenes vanharteni Wesołowska, 1998

## Systématique et taxinomie
Pales C. L. Koch, 1850 préoccupé par Pales Robineau-Desvoidy, 1830 a été remplacé par Pellenes par Simon en 1876.
Hyllothyene a été placé en synonymie par Prószyński en 1987.

## Publications originales
- Simon, 1876 : Les arachnides de France. Paris, vol. 3, p. 1-364 (texte intégral).
- C. L. Koch, 1850 : Übersicht des Arachnidensystems. Nürnberg, Heft 5, p. 1-77 (texte original).